# 传统音乐
传统音乐 (英語：Legacy Music) 是一家俄罗斯出版社、制作中心和音乐制作人，包括全周期的艺术家推广，由制作人 維亞切斯拉夫·阿瓦金 和阿圖爾·波卡塔耶夫 于 2019 年创立。

## 历史
这家音乐公司由制作人 維亞切斯拉夫·阿瓦金 和 阿圖爾·波卡塔耶夫 于 2018 年 12 月创立。在萨拉托夫。该公司以各种类型的 CD 格式和数字发行形式发行音乐专辑、单曲和EP 。

## 格式
| 格式     |
| -------- |
| 光盘     |
| 数字发行 |